# Aleksandra Belzowa
Aleksandra Mitrofanowna Belzowa (lettisch Aleksandra Mitrofanovna Beļcova; * 17. März 1892 in Surasch; † 1. Februar 1981 in Riga) war eine lettisch-sowjetische Malerin und Grafikerin.

## Biographie
Aleksandra Belzowa wurde 1892 in Surasch, Gouvernement Tschernigow des Russischen Kaiserreichs, in eine Bauernfamilie hineingeboren. Ihr Vater Mitrofan Belzow wurde für seine Verdienste geadelt.
Belzowa schloss 1912 das Mädchengymnasium im russischen Nowosybkow ab, besuchte von 1912 bis 1917 die Kunstfachschule in Pensa und nahm in den Folgejahren zusätzliche Kurse im Rahmen des State Free Art Workshops im Atelier des Malers Natan Altman (1889–1970) in Petrograd.
Während ihrer ersten Ausstellung 1919 in Petrograd traf sie den Maler und Bühnenbildner Romans Suta (1896–1944), einen ihrer ehemaligen Kommilitonen aus Pensa, der sich mittlerweile in Lettland niedergelassen hatte. Sie heirateten 1922 in Riga und unternahmen Studienreisen nach Dresden, Berlin und Paris, wo 1923 ihre Tochter, die Balletttänzerin, Kunsthistorikerin und Museumsgründerin Tatiana Suta (1923–2004), zur Welt kam. Ihre Enkelin Inga Suta widmete sich der Musik und spielt heute Violoncello.
Belzowa war von 1920 bis 1924 Mitglied der Rigaer Künstlergruppe und nahm ab 1920 an verschiedenen Ausstellungen teil, darunter 1923 an der Großen Berliner Kunstausstellung und von 1927 bis 1931 an Gruppenausstellungen der lettischen Künstlervereinigung Grüne Krähe (lettisch Zaļā vārna). Ihre Einzelausstellungen fanden unter anderem in Riga (1928, 1962, 1972), Tuckum (1963), Leningrad (1972, 1973), Libau (1974) und Jūrmala (1977) statt. Auf der Weltausstellung in Paris 1925 gewann sie zwei Gold- und eine Bronzemedaille für die Porzellankunstwerke der Baltars-Gruppe. Im Jahre 1945 wurde sie Mitglied in der Lettischen Künstlervereinigung.
Aleksandra Belzowa starb am 1. Februar 1981 in Riga und wurde auf dem dortigen Waldfriedhof begraben.

## Postume Ausstellungen und Museum
Nach ihrem Tode wurden ihr zu Ehren Erinnerungsausstellungen in Riga (1984), in Liepāja und Madona (1985) sowie in Valmiera (1986) gezeigt.
In ihrem Wohnhaus in Riga (Elizabetes iela 57a) wurde ein der Kunst Aleksandra Belzowas und Romans Sutas gewidmetes Museum mit Kunstgalerie eingerichtet. Das Romana Sutas un Aleksandras Beļcovas muzejs wurde 2008 eröffnet, Es zeigt eine Dauerausstellung und Wechselausstellungen. Es ist eine Nebenstelle des Lettischen Nationalen Kunstmuseums.

## Werk
Hauptsächlich schuf sie mit Ölfarben, Pastell und Aquarellfarben Porträts, Landschaften und Stillleben im Stil des Kubismus und Realismus, aber auch Cartoons und Buchgrafiken. Zusammen mit Romans Suta beteiligte sie sich an der Porzellanmalerei im Studio der Baltars (1924–1929; Akronym von Ars baltica = baltische Kunst).
Zu den bekanntesten Gemälden Belzowas zählt Die Weiße und die Schwarze (lettisch Baltā un melnā, 1925, Öl auf Leinwand). Heute gehört es zum Bestand des Lettischen Nationalen Kunstmuseums. Ein weiteres bedeutendes ihrer Werke ist das Selbstporträt mit Austra Ozolini-Krause im Hintergrund (lettisch Pašportrets ar Austras Ozoliņas-Krauzes ģīmetni fonā, 1927, Aquarell und Tusche auf Papier). Ozolini-Krause (1890–1941) war eine lettische Publizistin, Schriftstellerin und Autorin und galt als enge Freundin Belzowas. Ebenfalls erwähnenswert ist das Gemälde Die Tennisspielerin (1928, Öl auf Leinwand).

### Die Weiße und die Schwarze
Die Weiße und die Schwarze (lettisch Baltā un melnā) ist ein 1925 von Aleksandra Belzowa gefertigtes Doppelporträt in Öl auf Leinwand. Es stammt aus der Frühzeit der Künstlerin und gehört zu ihren bekanntesten Werken.
Das 100 × 120 Zentimeter messende Gemälde zeigt zwei Frauen. Die schöne Frau im Hintergrund liegt auf dem Sofa, ist mit einer leichten Tunika bekleidet und hält einen Fächer in der rechten Hand. Hier dargestellt ist Biruta Ozolina (1905–1982), die Schwester von Austra Ozolini-Krause und Ehefrau Giovanni Amadoris (1883–1958), italienischer Diplomat in Bangkok, der oft Lettland besuchte. Das dunkelhäutige Mädchen im Vordergrund stellt das Kindermädchen von Ozolinas Sohn Peppino dar.
Das Gemälde entstand in der Zeit, als sich die europäische Kunst im Wandel zwischen Art déco und Neorealismus befand. Es zeigt sowohl visuelle Realität als auch realistische Darstellungsformen, die dem Kubismus und abstrakten Experimenten des frühen 20. Jahrhunderts folgten. In den 1920er- und 1930er-Jahren waren in ganz Europa realistische Trends verbreitet.
Heute gehört das Gemälde zum Bestand der Sammlung des Lettischen Nationalen Kunstmuseums in Riga.